# Linia kolejowa Jiesia – Palemonas
Linia kolejowa Jiesia – Palemonas – linia kolejowa na Litwie łącząca stację Jiesia ze stacją Palemonas. Stanowi kolejową obwodnicę Kowna.
Linia na całej długości jest niezelektryfikowana i jednotorowa. Przebiega m.in. przez zaporę Zbiornika Kowieńskiego. Na odcinku Jiesia – Rokai biegnie drugi tor w szerokości 1435 mm.

## Historia
Linia została wybudowana w okresie przynależności Kowna do Związku Sowieckiego. Od 1991 znajduje się w granicach Litwy.
W 2018 od stacji Jiesia do stacji Rokai ułożono linię normalnotorową, będącą odnogą Rail Baltica.